# NN-1
NN-1 – polski szybowiec wyczynowy z okresu międzywojennego.

## Historia

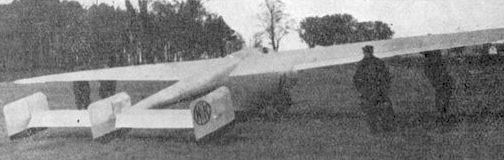
NN-1 podczas prób w 1933 r.

Szybowiec został zaprojektowany w styczniu 1931 roku przez inż. Adama Nowotnego i inż. Jarosława Nalaszkiewicza. W konstrukcji użyto profilu skrzydła konstrukcji inż. Zdaniewskiego. Budowę zrealizowano w ciągu 10 miesięcy w warsztatach szkolnych Centrum Wyszkolenia Oficerów Lotnictwa (CWOL) w Dęblinie. Prace nadzorował sierż. Cichowicz, a zrealizowali podchorążowie zrzeszeni w Lubelskim Klubie Lotniczym. Główne okucie skrzydła zaprojektował podchor. Jackowski, wszystkie elementy metalowe zostały wykonane w CWOL. Budowę zakończono jesienią 1931 roku.
23 października 1931 roku na dęblińskim lotnisku zostały wykonane pierwsze loty na holu za samochodem. W konstrukcji wprowadzono drobne poprawki i 27 października wykonano oblot po starcie na holu za samolotem. Samolotem holującym był PZL Ł.2 „Afrykanka” pilotowany przez sierż. Miłosza, pilotem-oblatywaczem był kpt. Franciszek Jach. Inżynier Nalaszkiewicz brał udział w oblocie jako pasażer samolotu Ł.2.
Próby wypadły pomyślnie. Po ich zakończeniu szybowiec odleciał na holu do Warszawy w celu kontynuowania kolejnych badań w locie. Z uwagi na zbyt małą sztywność konstrukcji projekt nie był kontynuowany.

## Konstrukcja
Jednomiejscowy szybowiec wyczynowy w układzie grzbietopłatu o konstrukcji drewnianej.
Kadłub drewniany, o przekroju owalnym, czteropodłużnicowy, o konstrukcji półskorupowej. Osłona kabiny pilota zdejmowana w całości. Tablica przyrządów wyposażona w prędkościomierz, busolę oraz w chyłomierz poprzeczny i podłużny. Wyposażony w hak do lotów na holu oraz do startu z lin gumowych.
Skrzydło o obrysie prostokątno-eliptycznym, o konstrukcji dwudźwigarowej, dwudzielne. Lotki trójdzielne, sięgające do końcówki płata. 
Usterzenie drewniane. Usterzenie pionowe potrójne, o rozpiętości 5 m. Napęd skrajnych sterów popychaczowy.
Podwozie jednotorowe stałe z amortyzowaną płozą pod kadłubem.